# Kuglački klub Dubovac Karlovac
Kuglački klub "Dubovac" (KK "Dubovac"; K.K. "Dubovac"; Dubovac Karlovac; Dubovac) je muški kuglački klub iz Karlovca, Karlovačka županija. Republika Hrvatska. 
 
U sezoni 2022./23. klub se natjecao u "2. hrvatskoj kuglačkoj ligi – Zapad", ligi trećeg stupnja hrvatske kuglačke lige za muškarce. 

## O klubu
Kuglački klub "Dubovac" je osnovan 2017. godine od strane dijela igrača i uprave netom ugašenog kllub "Duga Resa" iz Duge Rese, koji je prestao s djelovanjem radi financijskih razloga. 

## Uspjesi

### Ekipno
3. HKL – Zapad
- prvaci: 2021./22. (Karlovac i Lika)

## Pregled plasmana po sezonama
| sezona    | rang lige | liga                                     | dio lige | poz.    | klubova u ligi | ut      | pob     | ner     | por     | poen+   | poen-   | bod     | napomene                          | izvori  |
| Dubovac   | Dubovac   | Dubovac                                  | Dubovac  | Dubovac | Dubovac        | Dubovac | Dubovac | Dubovac | Dubovac | Dubovac | Dubovac | Dubovac | Dubovac                           | Dubovac |
| --------- | --------- | ---------------------------------------- | -------- | ------- | -------------- | ------- | ------- | ------- | ------- | ------- | ------- | ------- | --------------------------------- | ------- |
| 2017./18. | IV.       | 3. HKL – Zapad – Karlovac - Gorski kotar | 6.       | 12      | 22             | 12      | 0       | 10      | 94.5    | 81.5    | 24      |         |                                   |         |
| 2018./19. | IV.       | 3. HKL – Zapad – Karlovac - Gorski kotar |          | 3.      | 12             | 22      | 14      | 1       | 7       | 103     | 73      | 29      |                                   |         |
| 2019./20. | IV.       | 3. HKL – Zapad – Karlovac – Lika         |          | 7.      | 12             | 18      | 9       | 2       | 7       | 85      | 59      | 20      | prekinuto zbog pandemije COVID-19 |         |
| 2020./21. | IV.       | 3. HKL – Zapad – Karlovac i Lika         |          | 4.      | 10             | 7       | 4       | 1       | 2       | 32      | 24      | 9       | prekinuto zbog pandemije COVID-19 |         |
| 2021./22. | IV.       | 3. HKL – Zapad – Karlovac i Lika         |          | 1.      | 10             | 18      | 13      | 2       | 3       | 95      | 49      | 28      |                                   |         |
| 2022./23. | III.      | 2. HKL – Zapad                           |          | 11.     | 12             | 22      | 4       | 0       | 18      | 56      | 120     | 8       |                                   |         |
|           |           |                                          |          |         |                |         |         |         |         |         |         |         |                                   |         |
|           |           |                                          |          |         |                |         |         |         |         |         |         |         |                                   |         |

## Vanjske poveznice
- Kuglački klub Dubovac, facebook stranica
- kuglanje.hr, Kuglački klub Dubovac - 810209
- kuglanje-kaz.weebly.com
- ksz.hr, Karlovačka šprtska zajednica